# クイーン・オブ・ザ・ヴァンパイア
『クイーン・オブ・ザ・ヴァンパイア』（原題: Queen of the Damned）は、2002年に公開されたアメリカ合衆国とオーストラリアの合作によるホラー映画。
原作はアン・ライスによる小説「呪われし者の女王」。『インタビュー・ウィズ・ヴァンパイア』の続編にあたる。アリーヤは後に飛行機事故で死亡したため、遺作となった。

## ストーリー
100年の眠りについていたレスタトは、怒りと官能に満ちた音に触発され覚醒し、瞬く間に世界中を魅了するロック・スターになるが、一族の秘密を暴露し挑発したため、他のヴァンパイアから不興をかう。
一方、超常現象を研究するジェシーはレスタトの過去の日記を読み、レスタトがマリウスによってヴァンパイアにされた経緯やヴァンパイアとして生きることの拭い去れない孤独と苦悩を知る。
コンサート当日、レスタトの歌声に導かれ復活した、全てのヴァンパイアの母にして「呪われし者の女王」と恐れられるアカーシャが現れ、レスタトは全ての人間を滅亡させヴァンパイアの理想郷を作ろうとするアカーシャの伴侶として選ばれる。人間時代の子孫であるジェシーを助け人間との共生を謳うマハレットたちと対峙したアカーシャとレスタト。アカーシャはジェシーを殺すよう命令。レスタトは実行し、褒美としてアカーシャの生き血を所望する。
すると、レスタトはアカーシャの血を限度以上に吸い上げ、弱ったところをマハレットにより止めを刺される。瀕死のジェシーはヴァンパイアにされ、レスタトとともに去っていった。

## キャスト
※括弧内は日本語吹替
- レスタト・デ・リオンコート（英語版） - スチュアート・タウンゼント（鉄野正豊）
- アカーシャ - アリーヤ（朴璐美）
- ジェシー - マーガリート・モロー（松谷彼哉）
- マリウス - ヴァンサン・ペレーズ（谷昌樹）
- デヴィッド・タルボット - ポール・マッギャン（仲野裕）
- マハレット - レナ・オリン（一城みゆ希）
- ジョナサン・ディヴィス - コーン (バンド)のボーカル

## スタッフ
- 監督 - マイケル・ライマー
- 製作 - ジョージ・サラレギー
- 原作 - アン・ライス